# Мечтать
Мечтать — российская рок-группа. Наиболее известна благодаря песне «Лётчик» из одноимённого альбома.
Первоначально коллектив назывался «Гаер Жорж».

## История

### Начало пути
Группу создали два студента Николаевского кораблестроительного института (Украина) — Олег Пругло и Олег Горшков. Пругло стал ударником, а Горшков писал музыку, стихи, играл на гитаре и исполнял песни.
В 1995 году сформировался окончательный состав группы, продюсером коллектива стал Александр Шульгин, название поменялось на «Мечтать». В 1996 году появляется видео на песню «Лётчик» (которая фактически является кавером песни «Venus» группы Shocking Blue). 20 декабря 1996 года на лейбле Becar Records вышел одноимённый альбом, включавший в себя 14 песен, на песни «Тук-тук», «Февраль» и «Вижу сны» впоследствии были сняты клипы. Пластинка имела большой успех у публики и положительные отзывы музыкальных критиков.
В 1999 году группа прекращает деятельность из-за конфликта с продюсером. Коллектив фактически распадается из-за невозможности более давать концерты и записывать песни, так как все права на композиции, клипы и название группы принадлежит Шульгину. На тот момент новый альбом был практически готов, но «Лётчик» остаётся единственным в дискографии группы на долгие годы. После, ещё в течение нескольких лет, на различных сборниках выходят некоторые песни, например, в 1999 году песня «Розовый сок» вошла в сборник «Нашествие. Шаг 2».

### Возвращение на сцену
В 2008 году поклонники группы, нашедшие Горшкова на сайте Одноклассники.ru, пишут ему на страничку и просят вернуться. Олег, который в последние годы не занимался музыкой и сам писал песни «в стол», поддаётся на уговоры и возвращается на сцену с новым материалом. В 2008-м году он собирает новый состав. Первый концерт обновлённого коллектива состоялся в московском клубе «16 тонн» 6 июня 2008 года. В зале был аншлаг. Через некоторое время Олег даёт ещё несколько концертов в московских клубах и заявляет о скором выходе нового альбома, который, по его словам, так и не вышел в 1990-е. Пластинка появилась в продаже 28 февраля 2010 года и получила имя «Время Мечтать». Почти сразу после её выхода музыканты снова отправляются в студию, где ведут запись третьего альбома.
Олег Горшков продолжает выступать с группой и записываться.

## Дискография
- 1996 — Лётчик
- 1999 — Королева (сингл)
- 2010 — Время мечтать

В 1997 году в сборник «Звук 12» включена песня «Мальчик по имени Снег», не вошедшая в альбомы. Ряд других песен, выходивших в сборниках, были выпущены позже в альбоме Олега Горшкова «Время мечтать».